# Fórmula Renault 2.0 Alpes
A Fórmula Renault 2.0 Alpes foi uma categoria de corridas de monopostos de Fórmula Renault, criada pela fusão do Campeonato da Europa Central de Fórmula Renault 2.0 (anteriormente conhecido como Fórmula Renault 2.0 Suíça) e da Fórmula Renault 2.0 Itália. A categoria foi disputada entre 2011 e 2015.